# エノーラ・ホームズの事件簿
『エノーラ・ホームズの事件簿』（エノーラ・ホームズのじけんぼ、原題: Enola Holmes）は、2020年に公開されたイギリスとアメリカ合衆国の合作によるミステリ映画である。
ナンシー・スプリンガー原作のミステリ小説「エノーラ・ホームズの事件簿シリーズ」の映画化。名探偵シャーロック・ホームズの妹エノーラ・ホームズが少女探偵として活躍する。新型コロナウイルス感染症流行のために劇場公開は断念されてNetflixが中国を除く全世界の配信権を獲得し、2020年9月23日に配信された。

## あらすじ
イギリスの郊外に住むエノーラ・ホームズの母ユードリアが突如失踪する。ロンドンに住む二人の兄、官僚のマイクロフトと私立探偵のシャーロックを呼び寄せるも、彼らは興味を示さない。特にマイクロフトはエノーラを寄宿学校に入れようと、校長であるミス・ハリソンを呼び寄せる。学校に入れば、今までの生活を喪い、母を探すこともできないと怒ったエノーラは、母が残した隠し資産を手に、一路ロンドンへ向かう。
道中、エノーラは列車の車中でバジルウェザー・テュークスベリー侯爵と出会う。死んだ父親から爵位を受け継いだ彼は、軍人にさせようとする母親から逃げるため、こっそり列車に忍び込んだのだ。ところが、殺し屋のリントホーンが現れ、エノーラとバジルウェザーは列車から飛び降りる羽目になる。二人は徒歩でロンドンへ向かい、そして別れる。
エノーラは街の仕立て屋で立派なドレスを購入し、淑女のふりをしながら母の行方を探すことにする。母が自宅で見知らぬ女性たちと会合していたことを思い出したエノーラは、とある喫茶店で母の仲間のエディスを見つけ出す。エディスは、ユードリアの行方を知っているそぶりを見せながら、彼女がどうしているかは話さなかった。エノーラは、母たちが会合の中で口にしていた人名が、ロンドンの地名をアナグラムにしたものであることに気づき、その一つであるライムハウス・レーンに赴く。そこには銃火薬や爆弾が隠されていた。その帰り、エノーラはリントホーンに襲われ、あわや命を落としかけるも、何とか窮地を脱する。そして、彼に狙われているバジルウェザーを助けるために行動することを決意する。
シャーロックの助手を務める未亡人としてテュークスベリー邸に赴いたエノーラは、敷地内にある森に、バジルウェザーが作った秘密基地を見つけ、そこにあった資料から、リントホーンがライムハウス・レーンに至ったことに気づく。そして資料にあったコヴェントガーデン市場で、花売りとして働くバジルウェザーを見つけ、彼を自分の宿に連れていくが、テュークスベリー邸で会ったレストレード警部が現れ、何とかバジルウェザーを逃がすものの、エノーラはマイクロフトに引き渡されてしまう。
エノーラはハリソンの寄宿学校に入れられ、望まぬ淑女教育を受けることになる。数日後、シャーロックが面会に来て、エノーラの自由な感性をユードリアが見抜いており、シャーロック自身もそれを好ましく思っていることを告げる。そして、ユードリアが女性の権利向上を目的とした革命家であることをエノーラに教える。
シャーロックが帰った後、エノーラは、今イギリスで決しようとしている改正法案の否決のため、賛成派であるバジルウェザーが命を狙われているのだという推測に至る。そこに、宅配物に偽装して、バジルウェザーが現れる。二人は協力して学校を抜け出し、真実を確かめるべくテュークスベリー邸へ向かう。そこで二人はリントホーンと対決、何とか撃退するも、真の黒幕がバジルウェザーの祖母であることが判明。祖母はバジルウェザーを散弾銃で撃つが、こっそり隠し持っていた胸鎧でバジルウェザーは命拾いするのだった。
後日、スコットランドヤードのレストレード警部を訪ねたシャーロックは、事の顛末を警部に説明し、バジルウェザーの祖母を逮捕するよう進言する。バジルウェザーは侯爵として貴族院に登院、改正法案に賛成票を投じる。バジルウェザーからテュークスベリー邸での下宿の誘いを断ったエノーラは、新聞の個人広告欄にユードリアからの暗号と思しきメッセージを見つけるが、内容からそれが母親のものではない可能性があると考える。案の定、暗号はシャーロックのものであり、エノーラが陰から見守る中、兄二人は諦めて帰っていく。下宿に帰宅したエノーラを、ユードリアが出迎え、二人は抱擁を交わすも、すぐに別れる。エノーラは、独立独歩で生きている母や兄たちのように、自らの意志で探偵業を始めることを決意する。

## キャスト
※括弧内は日本語吹替
- エノーラ・ホームズ：ミリー・ボビー・ブラウン（白石晴香）
- シャーロック・ホームズ：ヘンリー・カヴィル（星野貴紀）
- マイクロフト・ホームズ：サム・クラフリン（花輪英司）
- ユードリア・ホームズ：ヘレナ・ボナム＝カーター（高乃麗）
- レストレード警部：アディール・アクタル（英語版）（佐々木祐介）
- ミス・ハリソン：フィオナ・ショウ（佐藤しのぶ）
- テュークスベリー子爵：ルイス・パートリッジ（上村祐翔）
- テュークスベリーの祖母：フランシス・デ・ラ・トゥーア（伊沢磨紀）
- リントホーン：バーン・ゴーマン（中村章吾）
- イーデス：スージー・ウォコマ（英語版）（村田遥）
- ウィムブレム卿：デイヴィッド・バンバー（英語版）
- テュークスベリー夫人：ハティ・モラハン（英語版）